# Nupserha ruficolor
Nupserha ruficolor är en skalbaggsart som beskrevs av Stefan von Breuning 1958. Nupserha ruficolor ingår i släktet Nupserha och familjen långhorningar. Inga underarter finns listade i Catalogue of Life.